# U 11 (U-Boot, 1935)
U 11 war ein deutsches U-Boot vom Typ II B, das von der Kriegsmarine als Schulboot eingesetzt wurde.

## Geschichte
Der Bauauftrag für das Boot wurde der Germaniawerft in Kiel von der Reichsmarine am 20. Juli 1934 erteilt. Es handelte sich hierbei um eine Umgehung der Bestimmungen des Versailler Vertrages, da erst das Deutsch-britische Flottenabkommen dem Deutschen Reich ab Sommer 1935 den Aufbau einer U-Bootwaffe gestattete. Aus Geheimhaltungsgründen wurde daher erst im März des folgenden Jahres mit dem Zusammenbau der Boote begonnen. Obwohl die Bestimmungen des Flottenabkommens erst am 18. Juni in Kraft traten, verfügten die inzwischen in „Kriegsmarine“ umbenannten deutschen Seestreitkräfte bereits wenige Tage später über U-Boote: Zwischen dem 29. Juni und dem 31. August wurden die ersten acht deutschen U-Boote in Dienst gestellt. Dies machte den erfolgten eklatanten Verstoß gegen den Versailler Vertrag nunmehr offensichtlich. Die Kiellegung des Bootes mit der Baunummer 545 erfolgte am 25. März 1935, der Stapellauf am 27. August 1935. Kapitänleutnant Hans-Rudolf Rösing stellte das Boot unter der Bezeichnung U 11 am 21. September 1935 in Dienst.

### Einsatz
Nach der Indienststellung diente das Boot bis zum 30. Juni 1940 als Schulboot bei der U-Bootschulflottille. Zu Kriegsbeginn war U 11 einer der 30 „Einbäume“ der Kriegsmarine, die für begrenzte Gefechtsaufgaben in Nord- und (hauptsächlich) Ostsee in Frage kamen, von denen aber nur 18 voll oder nahezu gefechtsklar waren.  Das Boot wurde jedoch weiterhin für Schulungsaufgaben verwendet. Vom 1. Juli bis zum 30. November 1940 unterstand es hierfür der 1. U-Flottille in Kiel. Dann wurde das Boot erneut der U-Bootschulflottille zugeteilt, die nun allerdings nicht mehr zur Unterseebootschule gehörte, sondern unter ihrer neuen Bezeichnung als 21. U-Flottille Anfang Juli 1940 nach Pillau verlegt worden war. Dort blieb das Boot bis Mai 1941. Von Mai bis September 1941 wurde es als Erprobungsboot für Maßnahmen gegen Unterwasserortung bei der N.E.K. in Pillau und Neufahrwasser benutzt. Schließlich kam U 11 am 1. Oktober 1941 zur 5. U-Flottille nach Kiel, wo es ebenfalls als Versuchsboot diente. Danach kam es vom 1. März 1943 bis zum Kriegsende zur 22. U-Flottille bei der 2. U-Lehrdivision nach Gotenhafen, wo es wieder als Schulboot eingesetzt wurde.
Das Boot absolvierte während seiner Dienstzeit keine Kriegseinsätze und wurde ausschließlich als Schul- oder Erprobungsboot verwendet.

## Verbleib
U 11 wurde am 3. Mai 1945 gemäß dem lange bestehenden, allerdings von Großadmiral Dönitz am Abend des 4. Mai 1945 aufgehobenen Regenbogen-Befehl in Kiel gesprengt, nachdem es bereits am 14. Dezember 1944 in Gotenhafen außer Dienst gestellt und am 5. Januar 1945 nach Kiel geschleppt worden war. Der Rest von U 11 wurde 1947 in Kiel verschrottet.